# Visanteta, estáte quieta
Visanteta Estate Quieta è un film del 1979 diretto da Vicente Escrivá.
Film storico spagnolo con protagonista Maria Rosaria Omaggio, tratto dall'omonimo libro di Josep Bernat Baldoví, e seguito del film El virgo de Visanteta.